# Élections en Vallée d'Aoste
Cette page regroupe les résultats des élections au Val d'Aoste.

## Élections régionales
- Élections régionales de 1949 en Vallée d'Aoste
- Élections régionales de 1954 en Vallée d'Aoste
- Élections régionales de 1959 en Vallée d'Aoste
- Élections régionales de 1963 en Vallée d'Aoste
- Élections régionales de 1968 en Vallée d'Aoste
- Élections régionales de 1973 en Vallée d'Aoste
- Élections régionales de 1978 en Vallée d'Aoste
- Élections régionales de 1983 en Vallée d'Aoste
- Élections régionales de 1988 en Vallée d'Aoste
- Élections régionales de 1993 en Vallée d'Aoste
- Élections régionales de 1998 en Vallée d'Aoste
- Élections régionales de 2003 en Vallée d'Aoste
- Élections régionales de 2008 en Vallée d'Aoste
- Élections régionales de 2013 en Vallée d'Aoste
- Élections régionales de 2018 en Vallée d'Aoste
- Élections régionales de 2020 en Vallée d'Aoste

## Élections générales italiennes en Vallée d'Aoste
Pour un article plus général, voir Délégations parlementaires de la Vallée d'Aoste.
- Élections générales italiennes de 1946 (Vallée d'Aoste)
- Élections générales italiennes de 1948 (Vallée d'Aoste)
- Élections générales italiennes de 1953 (Vallée d'Aoste)
- Élections générales italiennes de 1958 (Vallée d'Aoste)
- Élections générales italiennes de 1963 (Vallée d'Aoste)
- Élections générales italiennes de 1968 (Vallée d'Aoste)
- Élections générales italiennes de 1972 (Vallée d'Aoste)
- Élections générales italiennes de 1976 (Vallée d'Aoste)
- Élections générales italiennes de 1979 (Vallée d'Aoste)
- Élections générales italiennes de 1983 (Vallée d'Aoste)
- Élections générales italiennes de 1987 (Vallée d'Aoste)
- Élections générales italiennes de 1992 (Vallée d'Aoste)
- Élections générales italiennes de 1994 (Vallée d'Aoste)
- Élections générales italiennes de 1996 (Vallée d'Aoste)
- Élections générales italiennes de 2001 (Vallée d'Aoste)
- Élections générales italiennes de 2006 (Vallée d'Aoste)
- Élections générales italiennes de 2008 (Vallée d'Aoste)
- Élections générales italiennes de 2013 (Vallée d'Aoste)

## Élections européennes en Vallée d'Aoste
- Élections européennes de 1979 en Vallée d'Aoste
- Élections européennes de 1984 en Vallée d'Aoste
- Élections européennes de 1989 en Vallée d'Aoste
- Élections européennes de 1994 en Vallée d'Aoste
- Élections européennes de 1999 en Vallée d'Aoste
- Élections européennes de 2004 en Vallée d'Aoste
- Élections européennes de 2009 en Vallée d'Aoste
- Élections européennes de 2014 en Vallée d'Aoste

### Les élections européennes de 2009
Les élections européennes de 2009 en Italie se déroulèrent les 6 et 7 juin 2009. La liste Autonomie Progrès Fédéralisme, dominée par l'Union valdôtaine, fut la liste qui remporta le plus grand nombre de suffrages dans la région avec 37,1 %, mais elle n'obtint aucun siège, tandis que Autonomie Liberté Démocratie arrivait loin en seconde position (18,5 %).

## Crédit d'auteurs
- (en) Cet article est partiellement ou en totalité issu de l’article de Wikipédia en anglais intitulé « Elections in Aosta Valley » (voir la liste des auteurs).